# Чебану, Елена Ивановна
Елена Ивановна Чебану (азерб. Yelena İvanovna Çebanu; род. 4 января 1981, Харьков) — азербайджанская и бывшая украинская спортсменка, выступающая в паралимпийском виде лёгкой атлетики. Специализируется в беге на короткие дистанции и прыжках в длину. Чемпион Европы по лёгкой атлетики 2010 года. Призёр чемпионата мира среди паралимпийцев 2015 года и Паралимпийских игр 2016 года.

## Биография
Елена Чебану родилась 4 января 1981 года в городе Харьков в семье строителя и сотрудницы завода «ФЭД». Училась в 45-й гимназии. Также Елена занималась балетом, ходила в музыкальную и художественную школы. Будучи учащейся, Чебану участвовала в соревнованиях по бегу, где её заметил тренер Игорь Вишня.
В 1996 году Елена Чебану поступила в высшее училище физической культуры № 1. Окончив в 2000 году училище, Чебану стала членом спортивного общества «Динамо» (Харьков), став позднее инструктором в этом обществе. Тренировалась под руководством Надежды и Валерия Бадровых. В 2003 году стала победителем чемпионата Европы в эстафете 4×100 м. В 2006 заняла первые места на чемпионате Украины на дистанциях 100 и 200 м. В 2004 году на Кубке Европы в Малаге выполнила олимпийский норматив. На Универсиаде 2007 года Чебану завоевала серебряную медаль в беге на 100 м и бронзовую — в эстафете 4×100 м. В составе сборной Украины принимала участие на Олимпиаде 2008 года в Пекине.
В 2010 году на Кубке Европы, проходившем в городе Берген (Норвегия), выиграла бронзовую медаль в эстафете 4×100 м. На чемпионате Европы этого же года в Барселоне стала чемпионкой в составе той же эстафетной сборной.
С мая 2015 года Чебану выступает за Азербайджан. На чемпионате мира по легкой атлетике среди паралимпийцев в Дохе в беге на 200 метров среди незрячих спортсменов (категория T12) Елена Чебану от Азербайджана завоевала бронзовую медаль, а в стометровке — серебро.
Представляя Азербайджан на Паралимпийских играх 2016 года в Рио-де-Жанейро, Елена Чебану завоевала серебро на дистанции 100 метров. Так, заняв первое место в своём забеге в полуфинале с 11,81 секундами, Чебану прошла в финал, где её соперницами были спортсменки из Бразилии, Кубы и Германии. Чебану пробежала 100 метров за 11,71 секунд и заняла второе место, уступив Омара Дуранде из Кубы, пробежавшей дистанцию с мировым рекордом в 11,40 секунды. В беге же на 200 метров Чебану завоевала бронзу. Так, в первом забеге квалификации она заняла первое место, пробежав дистанцию за 24,16 секунд и вышла в финал, где пробежала дистанцию за 23,80 секунд, заняв третье место. Чебану на этих Играх удалось завоевать серебряную медаль также в прыжках в длину. В сентябре 2016 года Чебану распоряжением президента Азербайджана Ильхама Алиева за высокие достижения на XV летних Паралимпийских играх в Рио-де-Жанейро, а также за заслуги в развитии азербайджанского спорта была награждена орденом «За службу Отечеству» II степени.